# Axicabtagén ciloleucel
Axicabtagén ciloleucel es un tratamiento contra el cáncer indicado en pacientes adultos afectos de linfoma B difuso de células grandes o linfoma primario mediastínico de células B grandes que sean refractarios a otros tratamientos o presenten recaída. Es una inmunoterapia autóloga de linfocitos T modificados geneticamente (CAR-T). Entre sus efectos secundarios se encuentra el síndrome de liberación de citoquinas y el síndrome de toxicidad neurológica asociado a la terapia con células inmunoefectoras. El nombre comercial es Yescarta.

## Historia
Su uso fue fue aprobado por la Agencia de Alimentos y Medicamentos de Estados Unidos el 18 de octubre de 2017 y por la Agencia Europea de Medicamentos el 23 de agosto de 2018.

## Mecanismo de acción
Es una terapia de células T con receptores de antígenos quiméricos (CAR-T) anti-CD19. Se obtienen células T del paciente, posteriormente se modifican genéticamente para que expresen el receptor de antígeno quimérico anti-CD19 y se infunden de nuevo al paciente. Estas células modificadas producen citocinas que eliminan las células malignas.